# Milà-Sanremo 1939
La Milà-Sanremo 1939 fou la 32a edició de la Milà-Sanremo. La cursa es disputà el 19 de març de 1939, sent el vencedor final l'italià Gino Bartali, que d'aquesta manera aconseguia la primera de les seves quatre victòries en aquesta cursa.
145 ciclistes hi van prendre part, acabant la cursa 54 d'ells.

## Classificació final
|    | Ciclista         | Equip         | Temps      |
| -- | ---------------- | ------------- | ---------- |
| 1  | Gino Bartali     | Legnano       | 7h 31' 46" |
| 2  | Aldo Bini        | Bianchi       | m. t.      |
| 3  | Osvaldo Bailo    | Bianchi       | m. t.      |
| 4  | Pietro Chiappini | Il Littoriale | m. t.      |
| 5  | Mario Vicini     | Lygie         | m. t.      |
| 6  | Mario Ricci      | -             | + 2' 11"   |
| 7  | Cino Cinelli     | Frejus        | + 2' 25"   |
| 8  | Pierino Favalli  | Legnano       | m. t.      |
| 9  | Adriano Vignoli  | Lygie         | + 3' 09"   |
| 10 | Glauco Servadei  | Ganna         | + 4' 14"   |